# Witbrauwtapaculo
De witbrauwtapaculo (Scytalopus superciliaris) is een zangvogel uit de familie Rhinocryptidae (tapaculo's).

## Verspreiding en leefgebied
Deze soort is endemisch in het noordwesten van Argentinië en telt twee ondersoorten:
- S. s. superciliaris: van Jujuy tot Catamarca.
- S. s. santabarbarae: Santa Bárbaragebergte in Jujuy.

## Status
De grootte van de populatie is niet gekwantificeerd maar de soort wordt omschreven als vrij algemeen. Op de Rode lijst van de IUCN heeft deze soort de status niet bedreigd.